# Хебжън
Хебжън (на английски: Hebgen) е езеро в югозападна Монтана, създадено от бента Хебжън. Това езеро е добре познато от земетресението, което закрива близо на 17 август 1959 г., оформящото езеро Куейк, което е разположено долу на течението.